# Försöksuniform m/1903

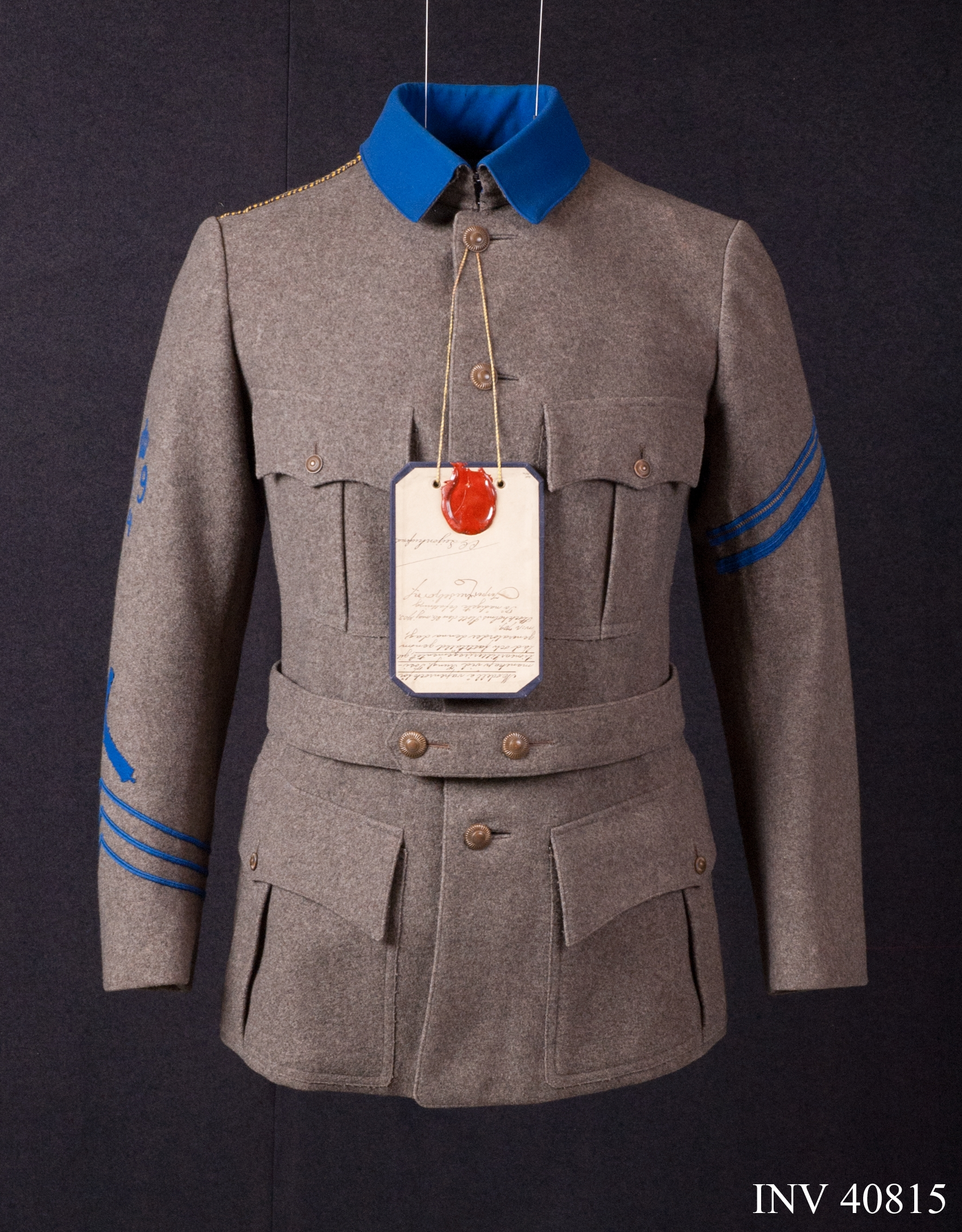
Vapenrock fm/1903 för manskap.

Försöksuniform m/1903 var ett försöksuniformssystem inom svenska krigsmakten. Uniformen bars endast av ett regemente, Positionsartilleriregementet (A 9).

## Bakgrund
I mars 1901 tillsattes en uniformskommitté under översten Gustaf Uggla att utreda en ny enhetlig uniform för den svenska armén. Samtidigt hade Andra boerkriget visat hur de moderna pricksäkra gevären än mer än tidigare gjort äldre färggranna uniformer helt föråldrade. År 1902 hade man kommit så långt att en försöksuniform fm/1902 kunde prövas på årets stora höstmanöver av vissa utvalda förband från I. arméfördelningen, IV. arméfördelningen och VI. arméfördelningen. Fm/1902 var till stor del lik den khakiuniform som införts av den brittisk-indiska armén på 1880-talet men var till färgen gråbrungrön. Praktiska försök hade visat att khakiuniformens färger inte alls gav samma goda kamouflage i den svenska naturen. Bästa färgen hade visserligen varit en blågrå i blått men endast obetydligt bättre än gråbrungrön och den sistnämnda ansågs bättre som generellt kamouflage i den svenska naturen.
Den skilde sig även från tidigare uniformsmodeller med sin nedvikta fällkrage. Som huvudbonad till nämnd uniform användes en trekornshatt som var inspirerad av den karolinska. I efterhand kan den nog snarare ses som ett resultat av dåtidens nationalromantiska strömningar än ett försök till en mer fältanpassad uniformshatt. Inspirationen var dock troligen även hämtad från förebilden, de sydafrikanska förbandens hatt med uppfästat brätte. Vid parad bars hatten med en ståndare.
Utfallet av dessa försök bedömdes mycket positivt och ledde till att man året därpå gjorde vissa modifikationer och åstadkom Försöksuniform m/1903 som på prov infördes vid Positionsartilleriregementet (A 9) i Stockholm. Då utvecklingsarbetet bedrivits så forcerat ansågs det lämpligt med vidare prov innan modellen ifördes inom andra förband. Kappan ansågs dock så funktionsduglig att den redan kort därefter fastställdes som persedel inom alla arméns truppslag som Kappa m/1904. Försöksuniform m/1903 skiljde sig från Försöksuniform m/1902 bland annat genom att den hade axelklaffar, förbandsbeteckningarna flyttades från en armbindel på vänster överarm till att broderas på höger överarm, samt några mindre. Byxorna hade ljusblå revärer. Officerare hade även rätt att utom tjänsten bära mörkblå byxor med ljusblå revärer.
Vid det permanenta införandet av Enhetsuniform m/1906 så fick m/1903 ej nyanskaffas och likväl skulle de redan anskaffade anpassas till den nya.

## Persedlar
- Kappa m/1904
- Byxor fm/1903
- Fotbeklädnad
- Halsduk fm/1903
- Huvudbonad fm/1903
- Lägermössa fm/1903
- Plym fm/1903
- Vantar m/1905
- Vapenrock fm/1903
- Ytterhandskar m/1905